# Grésillou
Le Grésillou est un ruisseau affluent gauche de l'Orbiel, donc un sous-affluent de l'Aude, dans le département de l'Aude, en région Occitanie.

## Géographie
La longueur de son cours d'eau est de 8,5 km. Le ruisseau de Grésillou prend source au lieu-dit Fontrougé, à 679 m d'altitude, sur la commune de La Tourette-Cabardes, et s'appelle sur cette partie haute le ruisseau de la Gardelle.
Il coule globalement du nord-ouest vers le sud-est et conflue sur la commune de Lastours, à 200 m d'altitude, en rive gauche de l'Orbiel.

### Communes et canton traversés
Dans le seul département de l'Aude, le ruisseau de Grésillou traverse les quatre communessauvante, dans un seul canton, dans le sens amont vers aval, de La Tourette-Cabardès (source), Miraval-Cabardes, Villanière, Lastours (confluence).
Soit en termes de canton, le ruisseau de Grésillou prend source et conflue dans le même canton de Mas-Cabardès, dans l'arrondissement de Carcassonne.

## Affluents
Le Ruisseau de Grésillou a quatre affluents référencés :
- Le ruisseau de Couroulés (rg), 1,2 km sur la seule commune de Miraval-Cabardes.
- le Ruisseau des Reilhols (rg), 1 km sur la seule commune de Miraval-Cabardes.
- le ruisseau de la Farenque (rd)  3 km sur la seule commune de Villanière, avec un affluent :
  - le ruisseau de Combe Majou (rg), 2,1 km sur les deux communes de Villanière, et Miraval-Cabardes.
- le ruisseau de Villanière (rd), 1,7 km sur les deux communes de Villanière, et Lastours.

Le rang de Strahler est donc de trois.

## Hydrologie
Le ruisseau de Grésillou traverse une seule hydrographique : l'Orbiel (Y141) de 251 km2 de superficie.